# 若草野球部狂想曲
『若草野球部狂想曲』（わかくさやきゅうぶきょうそうきょく）は、一色銀河による日本のライトノベル。イラストは美鈴秋が担当している。電撃文庫（メディアワークス）より2000年2月から2002年1月まで刊行された。第6回電撃ゲーム小説大賞銀賞受賞作。

## あらすじ
2学期初日、若草高校に転入してきた西宮光児、彼は先の夏の甲子園で2年生ながら名門帝都高校のレギュラーとして活躍し大会をにぎわせた、10年に一人とも言われる怪物球児である。そんな彼がなぜか少し悩んだ末に野球部部室の扉を開けると、目に飛び込んだのはまさに着替え中の2人の少女の姿であった。そう、若草野球部は部員9人、内女子が4人という弱小どころか公式戦にすら出られない部だったのである。しかも、学校のリストラ計画により1ヵ月後の練習試合に勝たなければ廃部決定の危機的状況にあり、さらにその相手は光児が決勝戦で敗れた名門神戸学園という絶望的状況にあった。神戸学園へのリベンジに燃える光児は、なんとへなちょこボールしか投げられない女子投手文月真由美をエースに擁立し、打倒神戸学園に向けての特訓が始まるのであった。

## 登場人物

### 若草高校
学問にも部活にも特別目立ったところのないありふれた私立高校。それゆえに特に有名私立の多い神戸市にあって、少子化の中、生徒集めと資金難に苦しんでいる。野球部は夏の大会では初戦でコールド負けを喫し、3年生の引退後は男子5人、女子4人と公式戦にすら出られなくなってしまった。直後に転入してきた東の怪物こと西宮光児によってチームの改革が行われ強豪校とも渡り合えるだけの力をつけていくことになる。
西宮光児（にしみや　こうじ）
2年生。捕手。右投右打。
本作の主人公。『10年に一人』、『東の怪物』などと称される天才球児で夏の大会では2年生ながらレギュラーとして甲子園をにぎわした。2学期から父親の仕事の都合で若草高校に転入するが、転向初日に入部のために訪れた野球部部室の扉を、亜希と真由美が着替え中であることに気づかず開けてしまい、亜紀による二次災害もあって変態扱いと言う手荒い歓迎を受けることとなる。その野球部も廃部目前の危機的状況にあったが、そんな中、真由美の才能を見出し、それに大きく心惹かれた（あくまでも真由美の才能に対して）ことから彼自身と野球部の運命が大きく動き出すことになる。亜希とは最悪な出会いと巨人贔屓・阪神贔屓の確執もあり、けんかが絶えない仲であるが、野球に対する情熱や取り組む姿勢はお互い認めている。
野球の実力は怪物と称されるバッティングセンスはもとより、遠投120メートルを誇る強肩と、3塁にランナーがいる状況でも捕逸や暴投のリスクがあるフォークボールを信頼して投げられるほどの捕球技術、そして投手の持ち味を最大限に引き出すインサイドワークと守備の面でも高いセンスを持つ。もちろん才能だけではなく努力による賜物ではあるが、当人はそれをさも当たり前のように振る舞い、また、相手を心理的に追い込む戦法を好むことから、傍目にはかなり性格が悪く見える。
若草での扱いの低さから忘れられがちであるが、甲子園のスターでありルックスも良いことから出るところにさえ出れば黄色い声援を一手に受けることができる。しかし、異性に対する興味はあるものの、恋愛に対してはとことん鈍く、トラウマを植えつけられた小夜美はともかく、自分を慕う真由美の気持ちには全く気がつかず、亜希とはけんか友達の域を出る気配がまったくない。けれど、夕日に映える亜希の姿に一瞬見とれたり、小夜美との対面の際には亜希と真由美に対して浮気のばれた亭主のような状態になるなど、全く意識していないわけではないようである。
帝都では学力が重視されないスポーツ科に在籍しながらも、普通科の平均程度の成績を修めており、学力は低くないものの、若草で対神戸学園に燃えるあまり平均点を大きく下回ったこともある。
名前の由来は阪神甲子園球場のある兵庫県西宮市から。

春野亜希（はるのあき）
2年生。三塁手兼捕手。右投右打。
本作のヒロイン。女子であるがゆえにキャプテンの任には就いていないものの実質的な若草野球部の中心人物。野球と阪神に対する情熱は誰にも負けない。贅肉の一切無い、いわゆるアスリート体型で、性格も凛々しく勇ましくと、内外で女の子らしさに欠けるが、毎朝自分の弁当を作ってくるなど意外と家庭的な面もある。着替えを覗かれるという最悪の出会いと、名門帝都のエリートに対する反発心から光児に対して憎まれ口ばかり叩くが、野球部が危機的状況に陥ったときに彼が転入してきたこと、そして野球部を大きく変えてくれたことを内心では喜んでいる。
野球部の中心人物なだけにそのセンスも低くなく、持ち前の闘志で男子顔負けのプレーを披露する。本職は三塁手であるが光児が出られない場合は、彼女が代わりにマスクをかぶり、親友である真由美の球を受ける。また、対神戸学園の切り札としてプッシュ打法（バスターと似ているが、ミートの際に手首を返さず腰の回転により球威に負けず強く打ち返す、対剛速球用の打法）を習得している。
恋愛面に関しては真由美が光児に想いを寄せていることには気づいているが、自身のことに関してはてんで鈍く、少なくとも六甲道、松原、有馬と作中で唯一男子から好意を持たれている描写があるにも関わらず、それには全く気づいていない。また、小夜美との対面では理由はわからないながらも腹立たしさを覚えるなど光児のことは少なからず意識しているようで、セクハラ行為を働いた男子部員に対して容赦なく振り下ろす『六〇式粉砕抜刀（ろくまるしきふんさいばっと）』も光児に対しては若干違う意味が含まれることがある。
彼女の携帯着メロは曲こそは世界一有名なネズミの行進曲であるが、歌詞は「まっゆみ〜、まっゆみ〜、ホ～ムラン〜」である。
名前の由来は阪神の春のキャンプ地である高知県安芸市から。

文月真由美（ふみつき　まゆみ）
2年生。投手兼右翼手。右投右打。
本作のもう一人のヒロインで第1巻のサブタイトルでもあるサブマリンガール。170センチメートル超の長身と長い1本のお下げが特徴。内気で弱気で些細なことですぐにいじけ、マイナス方向に感情を暴走させる癖があるおよそ投手向きとは思えない性格の持ち主で元は控え投手であったが、光児に隠れた才能を見出され引き出されたことにより本人の意思とは関係なく若草のエースとなってしまう。
野球は親友の亜希に誘われ始める。プロ野球はおろか、メジャーのピッチャーをも凌駕するほどの制球力を持つものの速球はMAX125km/h程度で、持ち球であるカーブ、スライダー、シンカー、シュート、チェンジアップにも特筆するべきものはない。と、思われていたが、作中散々遅いとからかわれる速球こそが最大の武器であり、ゆったりしたきれいなフォームから放たれる切れのある『生きた速球』は、オーバースロー以上に速球派としての勝負を可能にしている。また、驚異的な柔軟性と抜群のバランス感覚で一見全く同じフォームに見せかけた緩急を付けた投球術で、打たせて取るピッチングもできる。ただし、彼女自身は配球に関する知識に乏しく、性格面にも大きな問題があるため、受ける捕手がしっかりしていなければ能力を引き出せないという難点もある。また、細身な外見に違わず非力で体力もないため、投球以外では全く良いところが無く、打者としては完全に計算から外されている。
このほか、対神戸学園に向けて光児との特訓で2つの魔球を習得している。ひとつは、ボールの縫い目に指をかけないで投げることにより、回転をなくしてボールに掛かるナグナス力をなくし、その結果速球よりもボール半個分沈む軌道にすることで、速球と思って打ちに来た打者にボールの上っ面を叩かせ内野ゴロにしてしまうFF（フォルス・ファスト）ボール（正確にはシンキング・ファストボールという球種であるが光児が名前を勘違いしていた。また、真由美のそれ彼女の体の柔らかさにより、通常よりも変化が大きくより効果的となっている）。もうひとつは、彼女の球速がナグナス力の影響を最も受けやすい120km/h前後であることを利用して、トルネード投法のような大きなひねりから、リリースポイントをより低くより前へもって行き、球持ちよく鋭いバックスピンをかけることで、高低差5センチメートル未満という驚異的な伸びを実現したAF（アドバンス・ファスト）ボールである。
光児とは着替えを覗かれた挙句、（亜希が原因の二次災害で）唇まで奪われるという最悪の出会いであったが、エースに指名されて共に特訓を積むうちに恋心を抱くようになる。しかし、自己主張しない彼女の性格と光児の鈍感さゆえに関係が進展することはまったくない。しかし、嫉妬心により感情がマイナス方向に暴走した際には、梅雨の季節の煎餅よりもじめっとした視線を相手に向け続けることがある。
アルコールに対する免疫がまったくなく、甘酒の臭いをかいだだけでも気分が悪くなってしまう。その上酒乱でもあり、中学の修学旅行のスキー教室で三平汁が出た際の出来事はトラウマとなっている。
名前の由来は元阪神の真弓明信とその背番号7から。

八木沢勝彦（やぎさわ　かつひこ）
2年生。遊撃手。右投右打。
若草高校野球部のキャプテン。であるのだが、非常に地味な存在でアンサンブルでは学園生活を振り返る光児や亜希に危うく存在を忘れられかけていた。逆に、悪い方向での強烈な個性がなかったことから消去法によってキャプテンに選ばれた経緯がある。
自ら打撃より守備が好きと自覚するほどに守備を得意とするが、打撃はからきしだめで、特にチャンスの時にはより悪くなり、バントなどのつなぎ役としても機能しなくなる。本人もそれを気にしているが、気にすればするほど悪くなる悪循環に陥る。一方得意の守備では卓越した技術でいくつものピンチを救い、ポジションの被る鈴音の加入後も定位置を明け渡すことなく守りの要として活躍する。

北村拓也（きたむら　たくや）
2年生。中堅手。右投右打。
自称「若高のキムタク」でビジュアル系気取りのロン毛であるが下心丸出しでモテている気配は全く見られない。
中学まではサッカーをやっていたが、不器用で走りながらほかのことをすることが苦手なために、ひとたび塁に出れば後は自由に走れる野球に目をつけ、当時の風潮とは逆方向への鞍替えをした。五十メートル走の速さはプロの中でも最速級の五・七秒であるが、一発狙いの大振りをするために出塁率は低く、せっかくの脚力を活かすことができない。

沢田久万（さわだ　くま）
2年生。一塁手。右投右打。
一見小柄な熊を思わせる風貌が特徴。
当たれば一発長打が狙えるパワーはチーム1ながらも、三振の数と足の遅さもチーム1という典型的な人間扇風機。万が一、彼に打たれることがあったとしても、それは投手の実力ではなく運がなかった、つまり沢田がバットを振ったところにたまたまボールが行ってしまっただけに過ぎない。

夙川奈留緒（しゅくがわ　なるお）
2年生。二塁手。右投右打。
153センチメートルと小柄で、白磁のような肌と長い黒髪が特徴的な、日本人形を思わせるような美少女。しかし、常に眠たそうな表情で何を考えているのか分からず、口を開けば辛辣な言葉やとんでもないギャグが飛び出すことがあり、つかみ所がない。
中学ではテニスをやっていたが、体格ゆえに劣る身体能力に限界を感じたことから辞めてしまう。虚無感にさいなまれていたところ、偶然現場に居合わせたために亜希に草野球の助っ人として頭数にされてしまったことで野球と出会い、身体能力で劣る自分でもこなせる役割があると知り、野球に対して情熱を向けるようになる。また、このとき助っ人に入ったチームに所属していた鈴音からは恩人の一人として数えられている。
非力で足も常人並みと身体能力こそ劣るものの、運動神経は悪くなく、卓越したバットコントロールと守備センスを持つ。このほか眼力にも秀でており、視力は2.0以上で、周辺視野による認識力は150km/h超のボールをも捉えることができ、優れた洞察力もあって相手のクセや傾向を見極めることができる。また、おとなしそうな見た目に反してしたたかな面もありさまざまな奇策で相手を翻弄する。

六甲道稔（ろっこうみち　みのる）
1年生。投手兼右翼手。左投左打。
亜希の幼馴染で、亜希のことを亜希姉ぇと呼ぶ。勝気な性格で先輩を先輩とも思わないその態度は、光児からも「人間としてはどうかと思うが投手向き」と評される。
140km/hを超える速球に、カーブ、スライダー、フォークといずれもキレのある変化球を武器とし、制球も良く、本来ならば若草のような弱小校にいるべき素材ではないが、自らの手で若草を甲子園に導く為に入学し、当初はエースとして対神戸学園の切り札と目されていた。しかし、一本調子の投球フォーム、緩い変化球がない、コントロールを気にするがあまりに腕が萎縮して球威が落ちると、強豪を相手にするには致命的な弱点もいくつか抱えており、本人も薄々感づいてはいたものの、勝気な性格のために自ら認めることなく修正されずにいた。これを光児に即座に見抜かれたことでエースの座を剥奪されてしまう。
とはいえ、その素質は本物であり、投手としては合格点を与えなかった光児も打者としては高く評価しており、特に不甲斐ない男性陣において数少ない計算できる戦力として活躍する。
実は亜希に対して密かに想いを寄せており、告白するのは甲子園でと心に硬く誓っている。惚れた理由を要約すると女らしくないけど意外と家庭的な所があるから。
物語本編が終わる春休み以降は、光児と亜希に徹底的にしごかれて、二人の卒業までに何とかモノになったらしい。

川藤進（かわとう　すすむ）
1年生。捕手。右投右打。
六甲道の友人で女房役。ただし、勝気な六甲道に完全に引きずられている。
弱気で自分に自信がもてない性格で、捕手としても未熟なことから、特に同じく弱気な性格の真由美の女房役としては完全に不足であり、また光児が試合に出られない時には亜希がマスクをかぶるようになってしまったため、光児の加入後は完全にベンチウォーマー兼スコアラーと化してしまう。
自己主張もないため、ほとんど活躍の場はないが、意外な観察眼がありこれによりチームの危機を救ったこともある。
後に六甲道同様、光児と亜希にしごかれた結果、何とかモノになった様子。

服部・O・マリー（はっとり おぶらいと マリー）
1年生。左翼手。右投右打。
オクラホマ出身で日系ハーフのアメリカ人。金髪と青い瞳、そして先輩たちを凌駕するナイスバディが目を引く。
打撃は苦手と本人も自覚しているが、守備面では男子顔負けのキャノンショルダー（大砲肩）を誇る。
性格はオクラホマの雄大な自然を表すかのように陽気でおおらかであるが、心の隅では単身異国の地で過ごすがゆえの寂しさも抱えている。そのことから、性格が正反対の鈴音とは当初はあまりいい関係ではなかったが、後に大の親友となる。

伊奈市　鈴音（いないち すずね）
1年生。遊撃手兼二塁手兼外野手。右投右打。
2巻からの登場。白桜女子戦に向けて、神戸戦での故障明けの光児と、文化祭実行委員の六甲道と二人も欠員が出てしまった若草の助っ人として白羽の矢が立つ。
シュアなバッティングと俊足、内外どこでも守れると、攻守にわたりユーティリティープレイヤー。また、真面目で何事にも一生懸命な性格であり、基本に忠実な優等生タイプであることから、光児は強烈な個性をもつ若草のメンバーにあって最も安心できる選手として述懐しているが、逆に型にはまりすぎることが難点となることもある。
小学校ではリトルリーグ、中学ではソフトボール部に所属していたが、セミプロの選手だった父がリストラで失業したことから、野球を毛嫌いする母のために、若草では野球部に入部できずにいた。助っ人の件をきっかけに一騒動の末、母に認められ、晴れて野球部に正式入部することになる。
当初自分にないものばかりを持つマリーに対しては強い反感を持っていたが、後にマリーも自分に対して同じような感情を持ち、それを互いにぶつけ合ったことから和解し、大の親友となる。

### 神戸学園
名将水原監督の指導の下、全国に名が知られるまでに至った兵庫の強豪校で、夏の甲子園の優勝校。3年生の引退に伴い新メンバーとなっているが、KKコンビの再来と称されるエース桑畑・主砲松原を中心に決して見劣りはしない。
松原由伸（まつばら　よしのぶ）
2年生。三塁手。右投左打。
名門神戸学園にあって1年生の頃からレギュラーの座にあり続け、通算本塁打数も50本を超える、光児と並び『西の怪物』と称される天才球児。夏の大会ではマスクをかぶる光児の目の前で逆転サヨナラ弾を放ち、神戸学園を優勝に導いていた。悪童的な印象の光児に対して、礼儀正しく、さわやかなスポーツ少年的な印象を与える。
天才同士通じ合うものがあるのか光児の力はよく理解しており、若草野球部に光児が加わったと知って、弱小校を1軍レギュラーで迎え撃つ不可解なオーダーに納得している。また、若草戦では誰もが甘く見ていた真由美の真価にいち早く気が付き、FFボールの存在を見抜いているが、最後はAFボールの前に敗れ去っている。この試合を通じて亜希に好意を寄せるようになり、試合後にはちゃっかりメアドの交換をしている。
若草の春季合宿中の若狭常陽との練習試合では、秋季近畿大会で無名の若狭常陽の有馬の前に手も足も出なかったことから、夏の大会で大きな壁となるであろう彼らの偵察を兼ねて、抜けた亜希の代役兼助っ人として登録名「クリスティーヌ剛田」（命名者は奈留緒）で参加している。

### 帝都高校
かつて光児が在籍していた東京の強豪高。プロも注目するエース村田を擁するも、夏の甲子園では神戸学園の松原に逆転サヨナラ弾を打たれ準決勝に終わる。
村田（むらた）
3年生。投手。右投。
帝都のエースで光児の先輩。大会屈指の右腕で140km/hの速球と決め球にフォークを持つ。プロからも注目されていたが、夏の大会の後に肩を壊し選手生命が絶たれている。と言うのは表向きの話で、実際には大会前から肩を傷めており、無理をして大会に出場するも、決勝戦の最終回、松原の打席を迎えたときについに肩の痛みをこらえきれなくなってしまう。それでも最後まで投げる先輩の姿は、光児に野球を強要されているとの誤解を与え帝都を辞める原因となるが、実際には「野球がやりたい」という本人の強い希望によるものであった。

### 白桜学園女子高等部
2巻で登場。創立10年とまだ歴史は浅いが全国から優秀な生徒を集め、優秀な指導者をスカウトし、惜しみなく資金を投入するなど、すでにスポーツ関係者からは無視できない存在となっている。そんな中、設立3年目の硬式野球部は他の部に先駆けて全国制覇を成し遂げたが、大会や女子野球自体の知名度が低いため、それほど注目度は高くなくソフト部と間違えられることすらある。現在は新キャプテン早坂を中心とした緻密なID野球で、男子野球部にも引けをとらない実力を持つ。
月山小夜美（つきやま　こよみ）
2年生。投手兼一塁手。右投右打。
光児の幼馴染。どんぐりのようにクリッとした瞳が特徴の美少女であるが、俗にいう確信犯的な言動をとる小悪魔的な性格。幼いころから光児に好意を寄せており、相思相愛の仲とまで公言しているが、小夜美の性格をよく知る光児にとっては、ことあるごとに散々連れ回されては「おしどりバッテリー」と冷やかされ、転校によって離れられたと思ったのもつかの間、やはりことあるごとに長電話につき合わされるなど、いい思い出が全くなく温度差はかなり激しい。
電話で強豪神戸学園に真由美の投球で勝ったことを惚れ惚れと話す光児の様子に強い危機感を抱き、真由美や亜希を直に見るために、ちょうど文化祭の出展で悩んでいた雪乃をうまく丸め込み、若草野球部を招いてのエキシビションを実現させる。
自称「白桜女子のエース」であるが、実際には極度のノーコンで登板のたびに四死球の山を築くことから控えの投手となっている。しかし、その才覚は本物で、光児や白桜女子野球部の面々も決して本人を前にして口にすることはないが、小夜美のことを天才と評している。
サイドスローから放たれる球は、球威も十分であり当たれば非常に痛いが、当てた本人は全く気にした様子がなく、それどころか当てられたことでびびる相手を追い討ちをかけるように強気で攻める、敵味方共に冷や冷やさせるような投球を見せる。また、確信犯かつ小悪魔的な性格を遺憾なく発揮した心理戦も得意としており、同じく心理戦を得意とする光児をも手玉に取ることがある。
性格上、相手を喰ったような言動が目立つことから傍目には分かりにくいが、野球に対しては非常に真面目に取り組んでおり、練習も一度たりともサボったことはなく、試合においても有言実行な面があり、なんだかんだで最終的にはきちんと相手を抑えている。

### 若狭常陽
3巻で登場。元々無名の野球部であったが秋季近畿大会の準決勝において神戸学園に完封で勝利する快挙を成す。しかし、実質エース有馬のワンマンチームであり決勝では彼が一つの死球から大きく崩れ、コールド負けを喫したことから春の甲子園の選考からは外れてしまう。
有馬大志（ありま　たいし）
2年生。投手。左投左打。
若狭常陽のエースで4番。左の本格派で慣らしの段階でも150km/hを超える豪腕投手。弱小校ゆえに知名度は低いが西宮、松原にならぶ3人目の『10年に1人』と呼ぶべき逸材。
若草野球部が春季合宿の宿泊に利用した旅館の息子であったことから、若草のメンバーと出会い亜希に好意を持つ。このとき光児と険悪になっていた亜希を援護するべく光児に勝負を申し込み、亜希と光児の若草野球部退部を賭けた練習試合に発展する。
野球はホームランか三振と考え、バントなどの小技を嫌うなど、真っ向勝負を旨としている。このことから変化球は全く習得していないものの、球速150km/hを軽く超える球威はそれを補って余りあるものがあり、秋季近畿大会の準決勝で神戸学園を完封した際には、松原に対して真由美のAFボール以来の衝撃を与えている。しかし、その球威ゆえに死球を与えてしまうことを極端に恐れており、自身の制球難もあって配球は外角一辺倒となっている。また、秋季近畿大会の決勝では、バントの構えで避け損なった打者の頭部に当ててしまい、倒れたまま動かなくなった相手に大きなショックを受けて本来の投球ができなくなり、コールド負けを喫している。
プライドは高いものの野球に対する姿勢は真面目とはいいがたく、若狭常陽が春の選考から漏れ、代わりに自分たちに敗れたはずの神戸学園の出場が決まってからは、ふてくされて練習をサボりがちになっている。真っ向勝負を旨としているのも、実のところは「自分たちは正々堂々と戦った」という逃げ道でもある。

## 既刊一覧
- 一色銀河（著）・美鈴秋（イラスト）、メディアワークス〈電撃文庫〉、全4巻
  - 『若草野球部狂想曲 サブマリンガール』、2000年2月10日発売[4]、ISBN 4-8402-1413-1
  - 『若草野球部狂想曲（2）クイーン・オブ・クイーンズ』、2000年11月10日発売[5]、ISBN 4-8402-1681-9
  - 『若草野球部狂想曲（3）スプリング・ステップ』、2001年4月10日発売[6]、ISBN 4-8402-1783-1
  - 『若草野球部狂想曲EX アンサンブル』、2002年1月10日発売[7]、ISBN 4-8402-2009-3